# Rhodophthitus simplex
Rhodophthitus simplex är en fjärilsart som beskrevs av W. Warren 1897. Rhodophthitus simplex ingår i släktet Rhodophthitus och familjen mätare. Inga underarter finns listade.